# Thoiré-sur-Dinan
Thoiré-sur-Dinan är en kommun i departementet Sarthe i regionen Pays de la Loire i nordvästra Frankrike. Kommunen ligger i kantonen Château-du-Loir som tillhör arrondissementet La Flèche. År 2022 hade Thoiré-sur-Dinan 398 invånare.

## Befolkningsutveckling
Antalet invånare i kommunen Thoiré-sur-Dinan
| Referens: INSEE |